# Diacrodon
Diacrodon là một chi thực vật có hoa trong họ Thiến thảo (Rubiaceae).

## Loài
Chi Diacrodon gồm các loài: